# Judd Trump
Judd Trump (Bristol, 20 d'agost de 1989) és un jugador de snooker anglès, guanyador de vint-i-dos tornejos de rànquing. Al guanyar el Campionat del Regne Unit, el Masters i el Campionat Mundial es va convertir en l'onzè jugador de snooker en guanyar l'anomenada Triple Corona.

## Palmarès

### Tornejos de rànquing (22)
- Campionat del Regne Unit - 2011
- Campionat Mundial - 2019
- Obert de la Xina - 2011, 2016
- Campionat Internacional - 2012, 2019
- European Masters - 2016, 2017
- Obert d'Irlanda del Nord - 2018, 2019, 2020
- Australian Goldfields Open - 2014
- Players Championship - 2017, 2020
- World Open - 2019
- World Grand Prix - 2019, 2020
- German Masters - 2020, 2021
- Obert de Gibraltar - 2020, 2021
- Obert d'Anglaterra - 2020

### Tornejos de rànquing menor (4)
- Paul Hunter Classic - 2010
- Obert d'Anvers - 2011
- Players Tour Championship (Segon esdeveniment) - 2011
- Obert de Bulgària - 2012

### Tornejos no de rànquing (6)
- The Masters - 2019, 2023
- Championship League - 2009, 2014, 2016
- Masters Qualifying Event - 2008
- World Grand Prix - 2015